# Europamästerskapen i badminton 1982
Europamästerskapen i badminton 1982 anordnades den 13-18 april i Böblingen, Västtyskland. 

## Medaljsummering
| Pl. | Nation  | Guld | Silver | Brons | Totalt |
| --- | ------- | ---- | ------ | ----- | ------ |
| 1   | England | 3    | 5      | 3     | 11     |
| 2   | Danmark | 2    | 0      | 5     | 7      |
| 3   | Sverige | 1    | 1      | 3     | 5      |

## Resultat
| Event       | Guld                             | Silver                   | Brons                          |
| Herrsingel  | Jens Peter Nierhoff              | Ray Stevens              | Claus Andersen(de)             |
| Herrsingel  | Jens Peter Nierhoff              | Ray Stevens              | Nick Yates                     |
| Damsingel   | Lene Køppen                      | Karen Bridge             | Christine Magnusson            |
| Damsingel   | Lene Køppen                      | Karen Bridge             | Jane Webster                   |
| Herrdubbel  | Stefan Karlsson Thomas Kihlström | Martin Dew Mike Tredgett | Claes Nordin Lars Wengberg     |
| Herrdubbel  | Stefan Karlsson Thomas Kihlström | Martin Dew Mike Tredgett | Ray Stevens Andy Goode         |
| Damdubbel   | Gillian Gilks Gillian Clark      | Nora Perry Jane Webster  | Dorte Kjaer Nettie Nielsen     |
| Damdubbel   | Gillian Gilks Gillian Clark      | Nora Perry Jane Webster  | Lene Køppen Anne Skovgaard     |
| Mixeddubbel | Martin Dew Gillian Gilks         | Mike Tredgett Nora Perry | Lars Wengberg Anette Börjesson |
| Mixeddubbel | Martin Dew Gillian Gilks         | Mike Tredgett Nora Perry | Steen Skovgaard Anne Skovgaard |
| Lag         | England                          | Sverige                  | Danmark                        |